# 常北太田駅
常北太田駅（じょうほくおおたえき）は、茨城県常陸太田市山下町にあった日立電鉄日立電鉄線の駅（廃駅）である。東日本旅客鉄道の常陸太田駅と相互乗換駅であった。

## 歴史
- 1929年（昭和4年）7月3日：常北電気鉄道久慈（後の久慈浜） - 当駅間延伸に伴い開業。
- 1944年（昭和19年）7月31日：会社合併に伴い日立電鉄線の駅となる。
- 1972年（昭和47年）5月25日：新駅舎が竣工する。
- 2005年（平成17年）4月1日：日立電鉄線の廃線に伴い廃止。駅舎は駅前にあるバス停（太田駅前に変更）の待合室として引き続き使用される。
- 2010年（平成22年）3月：駅舎が解体される。
- 2011年（平成23年）2月：跡地の一部が国道293号の道路用地となる。
- 2013年（平成25年）：跡地がすべてドラッグストアの店舗敷地に転用される。

## 駅構造

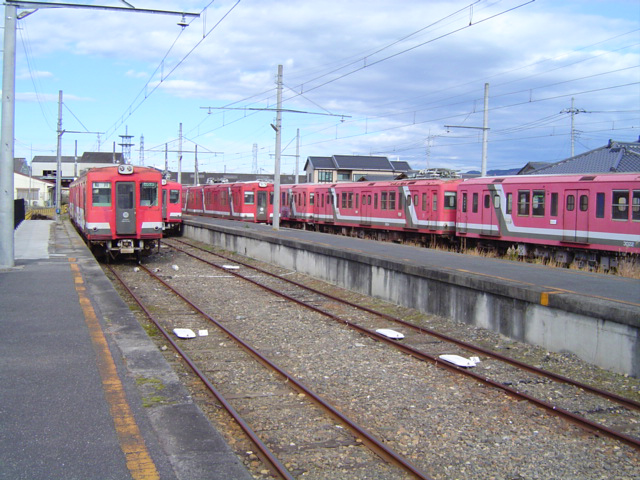
ホーム（2004年12月）

東日本旅客鉄道（JR東日本）水郡線常陸太田駅から国道349号を挟んだ、日立電鉄バス乗り場の一角にあった。なお、かつての駅舎は木造だったが、1972年（昭和47年）にコンクリート2階建てに建て替えられた。
対向式と島式の混合ホーム2面3線と側線1本を持つ比較的規模の大きい地上駅であったが、通常は1番線のみを使っていた。駅舎内には「日立電鉄交通サービス太田旅行センター」が併設されていた。
開設当初から直営駅となっていた。窓口の営業時間は、平日は6時20分から19時まで、土曜日および休日は9時から17時までであった。自動券売機は設置されていたが、乗車駅証明書発行機は設置されていなかった。
始発列車は6時26分、終電の到着は22時28分であった。

### のりば
| 番線 | 路線       | 行先           | 備考                         |
| ---- | ---------- | -------------- | ---------------------------- |
| 1    | 日立電鉄線 | 大甕・鮎川方面 | （通常はこのホームから発車） |
| 2    | 日立電鉄線 | 大甕・鮎川方面 |                              |
| 3    | 日立電鉄線 | 大甕・鮎川方面 |                              |

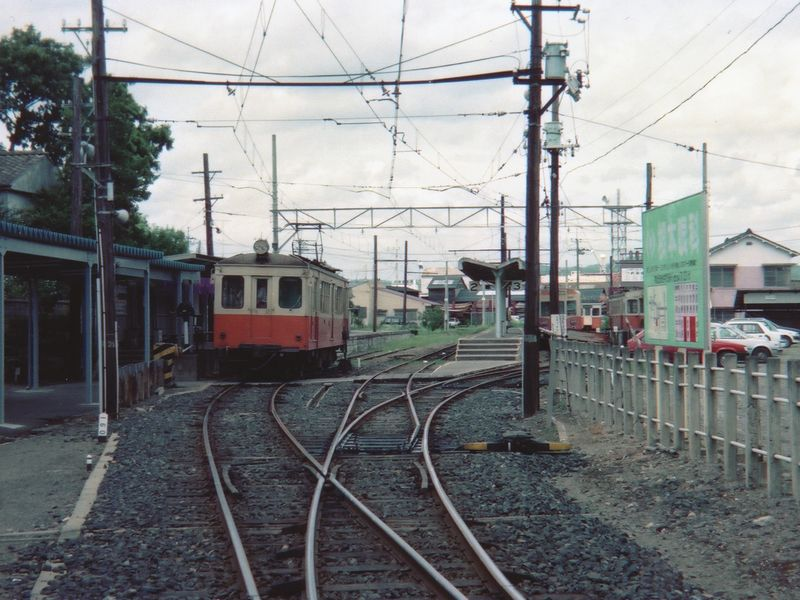
構内（1990年8月）
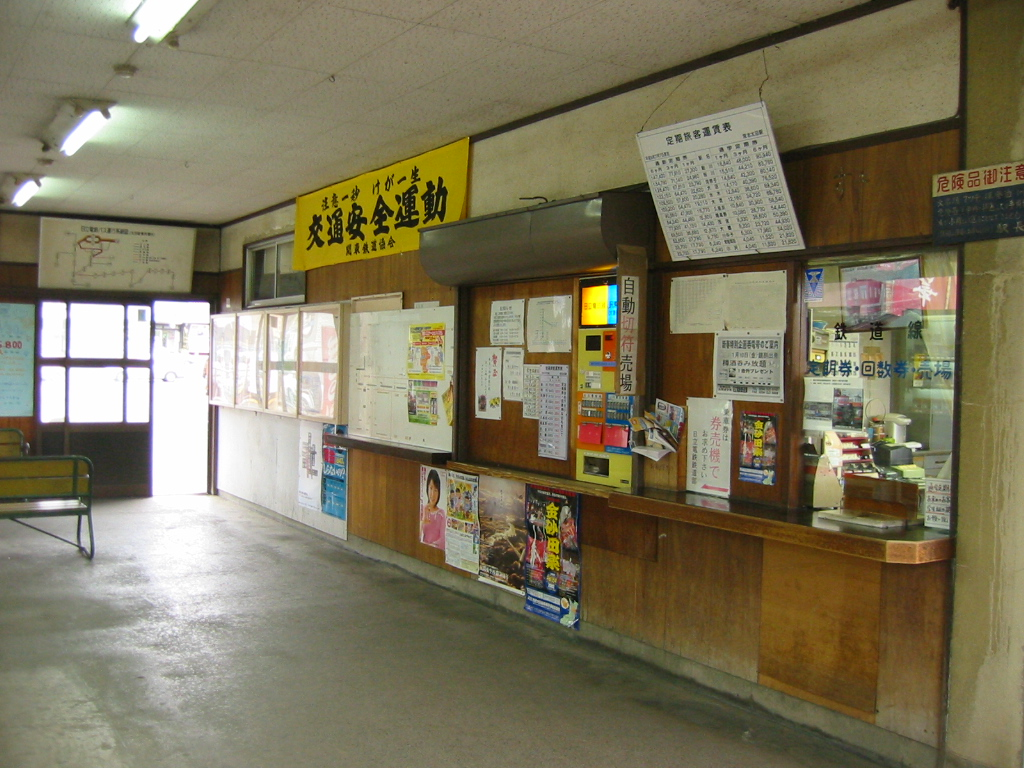
駅舎内（2003年1月）
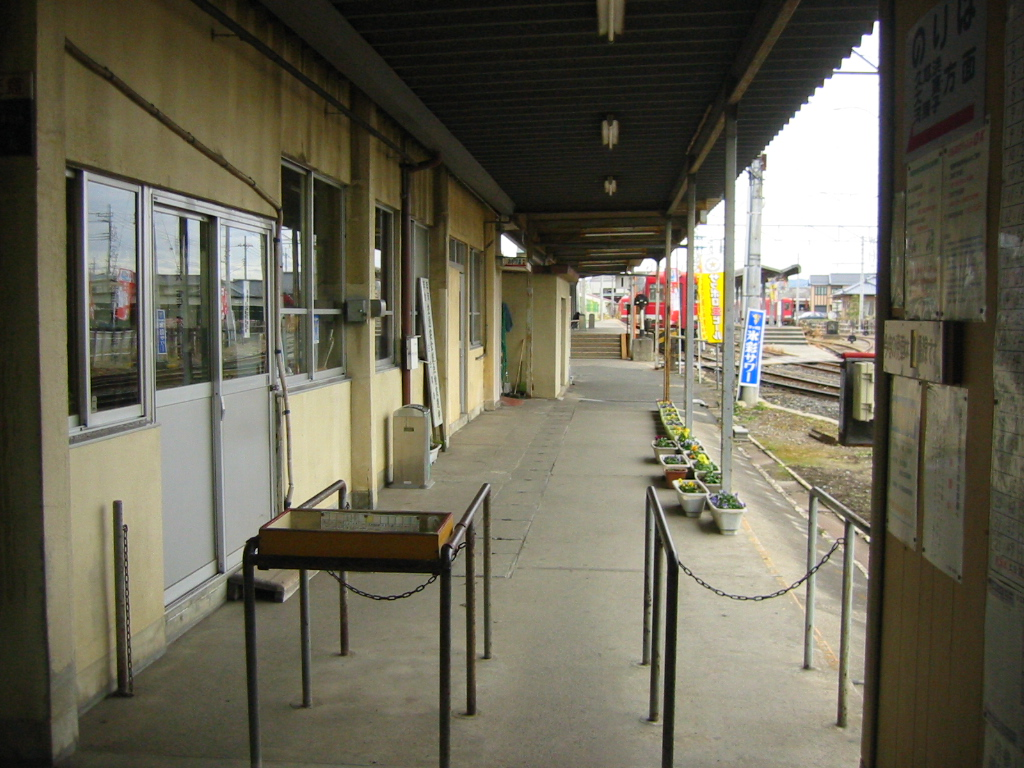
改札（2003年1月）
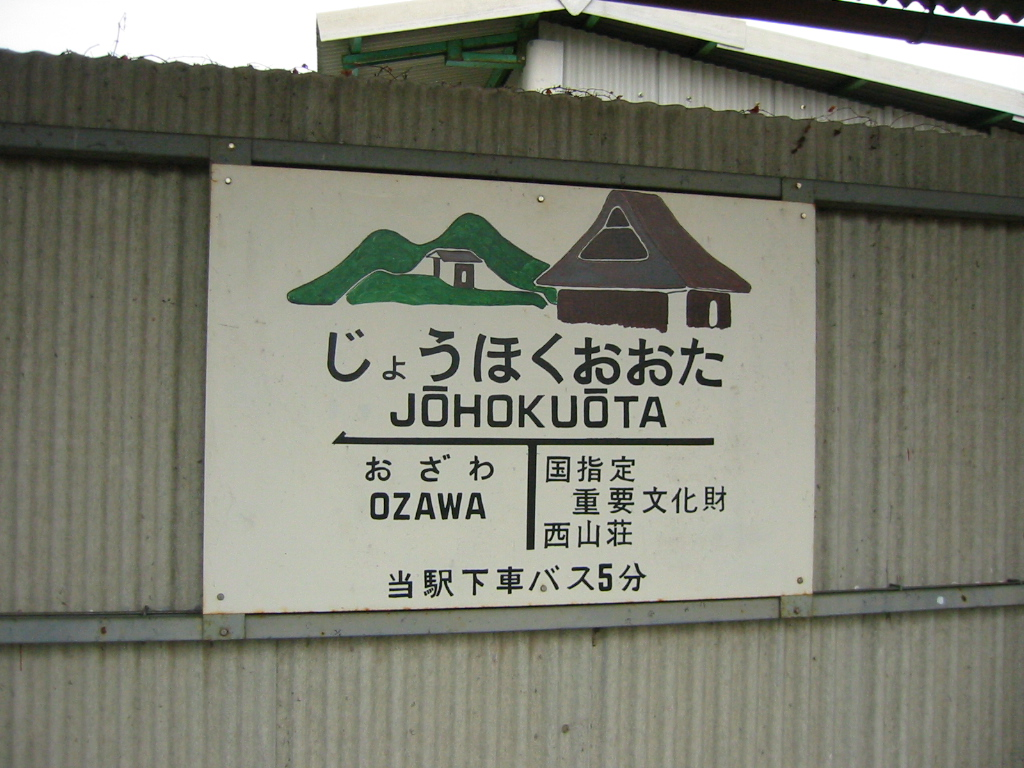
駅名標（2003年1月）

## 駅周辺
- 東日本旅客鉄道（JR東日本）水郡線常陸太田駅
- 常陸太田駅前郵便局
- 太田税務署
- 茨城県太田警察署
- 常陸太田市立太田小学校
- 常陸太田市立太田中学校
- 茨城県立太田第一高等学校
- 茨城県立太田第二高等学校
- 茨城県立佐竹高等学校
- 常陸太田郵便局
- 常陸太田市立図書館
- 常陸太田市民交流センターパルティホール
- 山吹運動公園
- 西山公園
- 西山荘
- 常陸太田市郷土資料館
- 太田病院
- はすみ敬愛病院
- 西山堂病院
- 川崎病院
- 藤井病院
- 大山病院
- 国道293号
- 国道349号
- 茨城交通太田営業所

### 廃線後の状況
日立電鉄線の廃線後、駅舎は営業所兼待合室として、「日立電鉄交通サービス太田旅行センター」が代替バス乗車券を販売していた。
2007年（平成19年）6月頃にホームが解体され、2010年（平成22年）2月から3月にかけて常陸太田駅周辺整備事業に伴い駅舎も解体され、跡地はドラッグストアの店舗敷地になった他、一部が国道293号の道路用地に転用された。

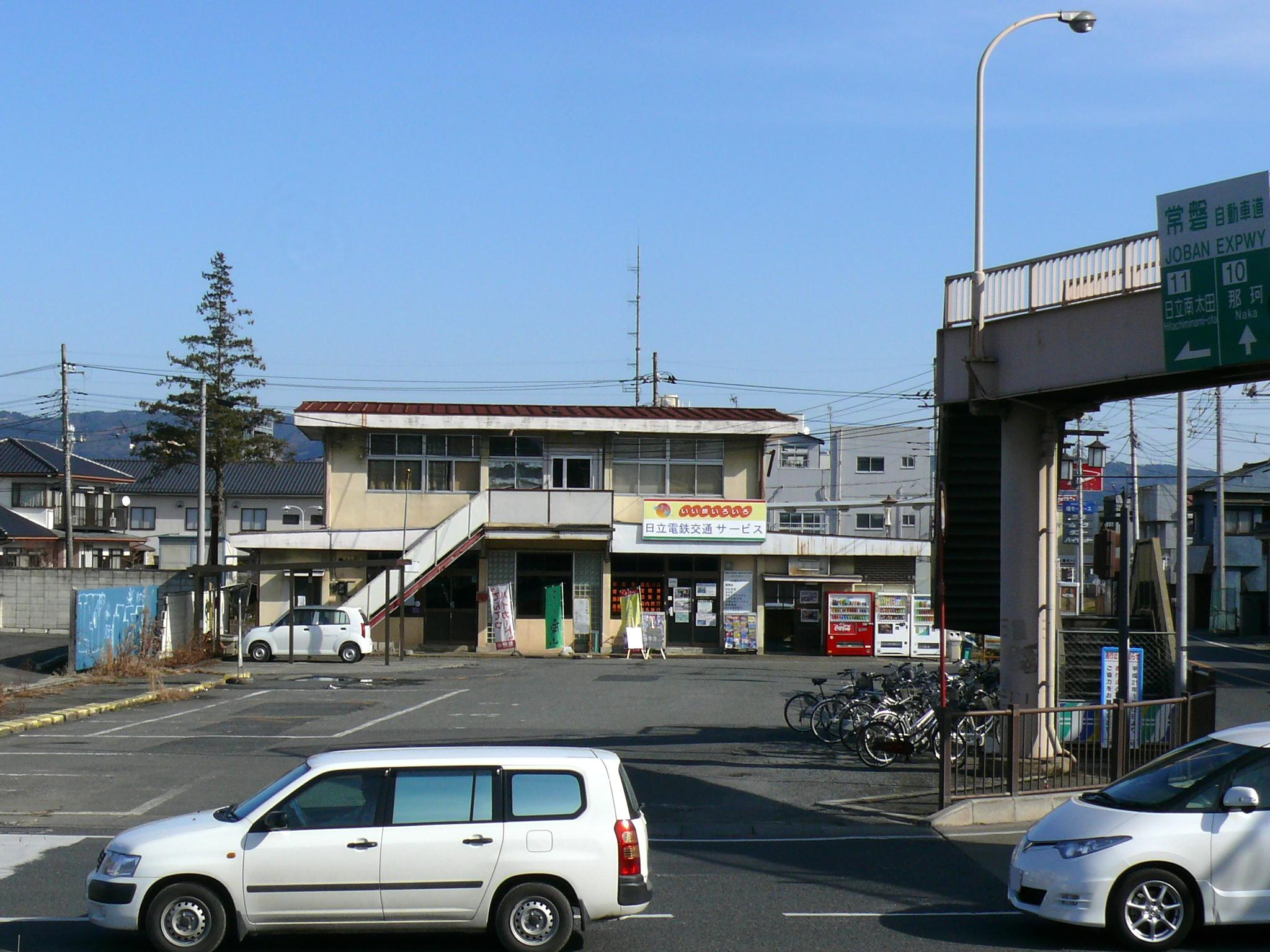
水郡線常陸太田駅前から見た常北太田駅跡。手前の道路は国道349号（2009年1月）
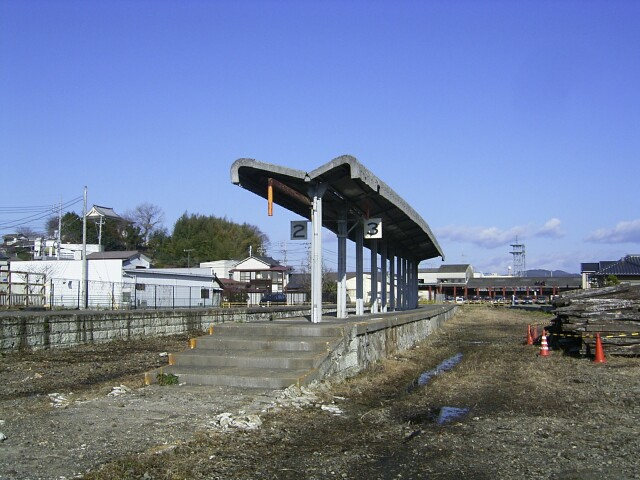
2・3番線ホーム跡（2007年1月）

## 隣の駅
日立電鉄
日立電鉄線
常北太田駅 - 小沢駅